# Cortes y Graena
Cortes y Graena è un comune spagnolo di 1 033 abitanti situato nella comunità autonoma dell'Andalusia.